# Pliszka indochińska
Pliszka indochińska (Motacilla samveasnae) – gatunek małego ptaka z rodziny pliszkowatych (Motacillidae). Występuje w północno-wschodniej Kambodży, południowym Laosie i Wietnamie, rzadko na przylegającym obszarze Tajlandii. Jego naturalnym środowiskiem są subtropikalne i tropikalne wilgotne zarośla i rzeki. Został naukowo opisany w 2001.
Zasięg występowania pliszki indochińskiej jest niewielki, a populacja nieliczna. Gatunek ten jest klasyfikowany jako bliski zagrożenia, gdyż część jego siedlisk jest zagrożona wskutek planów budowy zapór na rzece Mekong.
Długość 17–17,5 cm.